# Violante Visconti di Modrone
Violante Visconti di Modrone (née le 12 juin 1934 à Milan et morte le 25 mars 2000) est une productrice de cinéma italienne.

## Biographie
Violante Visconti était la nièce du réalisateur Luchino Visconti et l'épouse du patron de presse Carlo Caracciolo di Castagneto. Elle épouse Pier Maria Pasolini dall'Onda avec qui elle aura Uberto Pasolini.
Son plus grand succès en tant que productrice est The Full Monty.